# Louise Boyd
Louise Arner Boyd (* 16. September 1887 in San Rafael, Kalifornien; † 14. September 1972 in San Francisco) war eine US-amerikanische Polarforscherin und Grönlandforscherin.

## Leben und Werk
Sie entstammte einer wohlhabenden Familie und erbte das Vermögen 1920. Im Jahre 1928 finanzierte und leitete sie eine Expedition, die sich auf die Suche nach Roald Amundsen machte, der selbst auf der Suche nach Umberto Nobile und dessen Luftschiff Italia verschollen war. Dabei segelte sie zwar 16.100 km über arktische Gewässer, fand Amundsen aber auch nicht. Für ihren Einsatz wurde sie durch die norwegische Regierung anschließend durch die Verleihung des Sankt-Olav-Ordens in der Stufe Ritter 1. Klasse geehrt.
In den Jahren 1931, 1933, 1937, 1938 und 1941 unternahm sie fünf Forschungsreisen nach Grönland. Während des Zweiten Weltkrieges von 1942 bis 1943 arbeitete sie für das US-Kriegsministerium.
Im Jahr 1955 überflog sie im Alter von 68 Jahren als erste Frau den Nordpol.

## Publikationen
- The Fiord Region of East Greenland (1935)
- The Coast of Northeast Greenland (1948)

## Ehrungen
Eine Gegend um den De-Geer-Gletscher auf Grönland trägt heute den Namen Louise-Boyd-Land. Auf der Insel Nordostland im Spitzbergen-Archipel ist der Berg Boydfjellet nach Louise Boyd benannt.